# Московский международный кинофестиваль 2000
XXII Московский международный кинофестиваль состоялся в 2000 году. Открылся 19 июля 2000 года.

## Жюри
Председатель жюри:

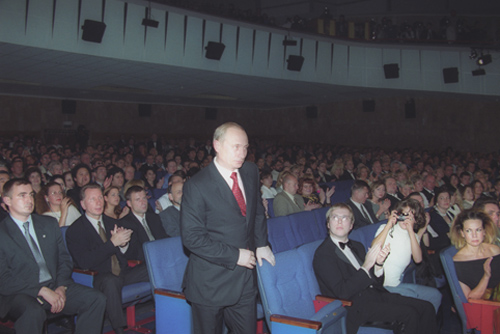
Владимир Путин в 2000 году на церемонии закрытия XXII Московского международного кинофестиваля

- Тео Ангелопулос, режиссёр (Греция)

Состав жюри:
- Каролин Дюсе[англ.] — актриса (Франция)
- Эрвин Кёршнер — режиссёр (США)
- Самира Махмальбаф — режиссёр (Иран)
- Дзиро Синдо — продюсер (Япония)
- Сергей Соловьёв — режиссёр (Россия)
- Бахтиёр Худойназаров — режиссёр (Таджикистан)
- Чжан Юань — режиссёр (КНР)

## Фильмы-участники
- «Бит» — Beat (США, режиссёр Гэри Уолкоу)
- «Вдова с острова Сен-Пьер» — La veuve de Saint-Pierre (Франция — Канада, режиссёр Патрис Леконт)
- «Взлёт» — L’envol (Франция, режиссёр Стив Сюисса)
- «Вилла Лобос» — Вилла-Лобос — страстная жизнь / Villa-Lobos — uma vida de paixao (Бразилия, режиссёр Зелиту Виана)
- «Всё та же любовь, всё тот же дождь» — El mismo amor, la misma lluvia (Аргентина — США, режиссёр Хуан Хосе Кампанелья)
- «Женское царство» — (Узбекистан, режиссёр Юсуп Разыков)
- «Жизнь как смертельная болезнь, передающаяся половым путём» — Życie jako śmiertelna choroba przenoszona drogą płciową (Польша — Франция, режиссёр Занусси, Кшиштоф Занусси)
- «Жили-были дважды» — Erase otra vez (Испания, режиссёр Хуан Пинсас)
- «Зачатие моего младшего брата» — Poceti meho mladsiho bratra (Чехия, режиссёр Владимир Дрга)
- «Знаменитый папарацци» — Faimosul paparazzo (Румыния, режиссёр Николае Марджиняну)
- «Лео» — Leo (Испания, режиссёр Хосе Луис Борау)
- «Лунное затмение» — Юэ ши (КНР, режиссёр Ван Цюаньань)
- «Луной был полон сад» — (Россия, режиссёр Виталий Мельников)
- «Неприкаянный» — Levottomat (Финляндия, режиссёр Аки Лоухимиес)
- «Наша любовь» — A mi szerelmunk (Венгрия, режиссёр Йожеф Пачковски)
- «Серьёзные основания» — The spreading ground (Канада — США, режиссёр Дерек Вэнлинт)
- «Тени воспоминаний» — Senke uspomena (Югославия, режиссёр Предраг Велинович)
- «Яростные поцелуи» — Zornige kusse (Швейцария, режиссёр Юдит Кеннель)

## Награды
«Золотой Георгий»
- «Жизнь как смертельная болезнь, передающаяся половым путём» (Польша — Франция, режиссёр Кшиштоф Занусси)

«Специальный серебряный Георгий»
- Актёрский ансамбль в фильме «Луной был полон сад» (Россия, режиссёр Виталий Мельников)

«Серебряный Георгий» =
- Режиссёр Стив Сюисса[англ.] («Взлёт» / L’envol, Франция)
- Актёр Клеман Сибони («Взлёт» / L’envol, Франция)
- Актриса Мария Зимон («Яростные поцелуи» / Zornige kusse, Швейцария)

Премия ФИПРЕССИ
- «Лунное затмение» (Китай, режиссёр Ван Куанань)

Особое упоминание
- «Взлёт» / L’envol (Франция, режиссёр Стив Сюисса)

Почётный приз
«За вклад в развитие киноискусства»
- Глеб Панфилов, режиссёр (Россия), по случаю показа вне конкурса фильма «Романовы. Венценосная семья»